# Françoise Olivier-Coupeau
Françoise Olivier-Coupeau (* 3. Juli 1959 in Laval, Département Mayenne; † 4. Mai 2011 in Rennes, Département Ille-et-Vilaine) war eine französische Politikerin der Parti socialiste (PS).

## Leben
Françoise Olivier-Coupeau war Kommunikationsbeauftragte des Regionalrates der Bretagne.
Im Juni 2007 wurde sie als Kandidatin der PS zur Nachfolgerin von Jean-Yves Le Drian als Mitglied in die Nationalversammlung gewählt. Dort vertrat sie bis zu ihrem Tode als Mitglied der Fraktion SRC (Socialiste, radical, citoyen et divers gauche) den Wahlkreis Morbihan V.
Nachfolger von Olivier-Coupeau, die an Krebs starb, wurde Gwendal Rouillard, der bisherige Föderalsekretär der PS im Département Morbihan sowie Mitglied des Gemeinderates von Lorient.